# Robin Thicke
Robin Alan Thicke (Los Ángeles, 10 de marzo de 1977) es un cantante, compositor, productor musical, músico y actor canadiense-estadounidense.

## Biografía
Nació el 10 de marzo de 1977 en Los Ángeles, California, y creció en Canadá. Es hijo del actor canadiense Alan Thicke y la actriz estadounidense Gloria Loring. Hizo su primera aparición musical cuando escribió la canción «Love Is on My Side» del álbum debut de la cantante Brandy, también llamado Brandy, y publicado en 1994.

### 2000-04:A Beautiful World
En 2000, Thicke, que era simplemente conocido por su apellido, se puso a trabajar en el material para su álbum debut, titulado inicialmente «Cherry Blue Skies». El álbum se centró más en el soul de sus ventanas para otros artistas. En 2002, Thicke lanzó su primer sencillo «When I Get You Alone». El video musical de la canción alcanzó el puesto n.º 49 en el Radio & Records Pop chart. La canción se convirtió en un éxito en las listas, cuando alcanzó su mejor puesto en el Top 20 en Australia, Bélgica e Italia, el Top 10 en las listas de Nueva Zelanda y el Top 3 en Los Países Bajos. La canción fue la banda sonora de la película Agent Cody Banks.
En 2003, sacó su álbum de debut «A Beautiful World», sin embargo a pesar del lanzamiento de un segundo sencillo, «Brad New Jones».

### 2005-07:The Evolution of Robin Thicke
En 2005, Thicke fue invitado a interpretar junto a Will Smith el remix de su canción «Switch». Después de firmar un contrato con Star Trak Entertainment, comenzó a trabajar en el que sería su segundo álbum de estudio «The Evolution of Robin Thicke». El primer sencillo «Wanna Love U Girl», contó con la participación de Pharrell Williams y fue todo un éxito en las radios de Reino Unido. 
A principios de 2007 el sencillo «Lost Without U» y el álbum «The Evolution of Robin Thicke» pasaron simultáneamente dos semanas consecutivas en el número uno de la música de R&B y álbumes gráficos respectivamente.
A finales de 2007, Thicke terminó la promoción para el álbum; como acto de apertura ofrecido recorrió Estados Unidos con la cantante Beyoncé en su gira The Beyoncé Experience.

### 2008-10:Something ElseySex Therapy
Thicke lanzó su tercer álbum, titulado «Something Else», el 30 de septiembre de 2008, Thicke escribió y produjo una canción para la película Precious en la que su esposa Paula Patton también protagonizó. Co-encabezó una gira por los Estados Unidos con Jennifer Hudson.

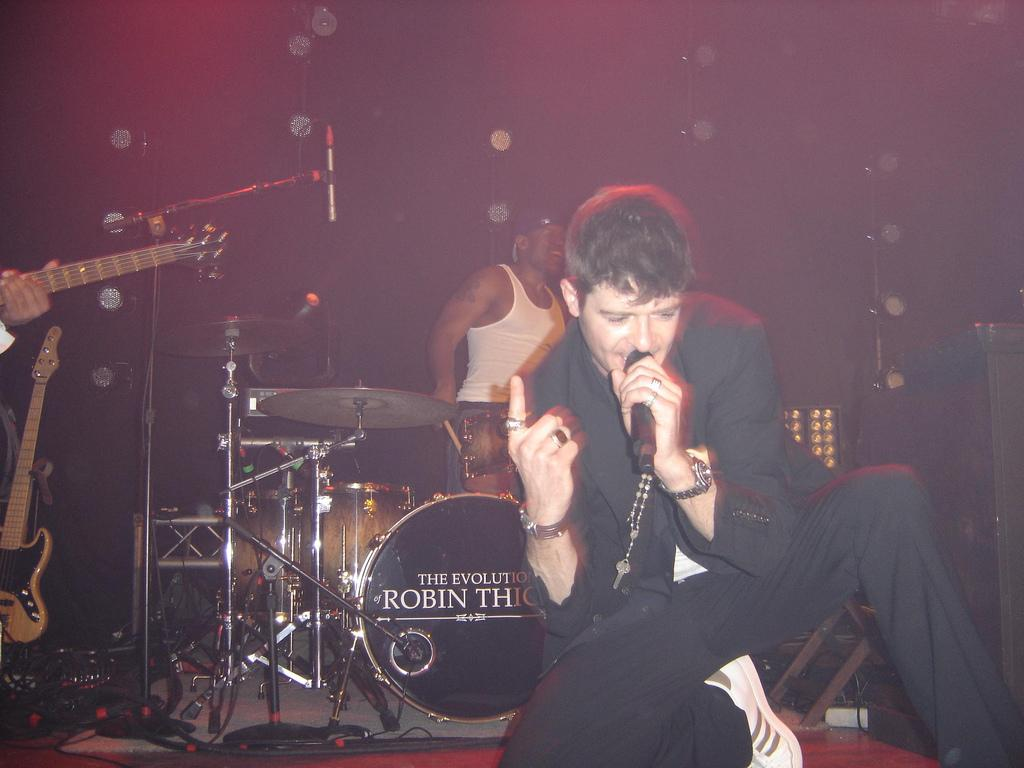
Thicke en concierto en 2009.

### 2011-12:Love After WaryDuets
Thicke hizo su debut en el cine protagonizando con Jaime Pressly en Jimbo Lee Abby, producido por Gabriel Cowan, John Suits, Dallas Sonnier y Jack Heller. Desde entonces aparece como juez en un nuevo programa de televisión llamado Duets, que se estrenó el 24 de mayo de 2012 y que también cuenta con John Legend, Jennifer Nettles y Kelly Clarkson.

### 2013:Blurred Lines
El 26 de marzo de 2013, Thicke lanzó Blurred Lines en colaboración con T.I. y Pharrell como el primer sencillo de su sexto álbum de estudio del mismo nombre. El video, que cuenta con las modelos Emily Ratajkowski, Jessi M'Bengue y Elle Evans, fue publicado el 20 de marzo de 2013 y alcanzó más de un millón de reproducciones pocos días después de ser publicado en Vevo. Thicke aseguró haber recibido la aprobación de su esposa Paula Patton para la realización de video. Este sencillo hasta la fecha ha vendido más de 15 202 845 copias.
A principios de 2013, Thicke interpretó a una versión ficticia de sí mismo junto a Kevin Hart, Boris Kodjoe, Nelly, Duane Martin, JB Smoove, Nick Cannon, y Cynthia McWilliams en la primera temporada de la exitosa serie de BET Real Husbands of Hollywood. Thicke no pudo reunirse con el elenco para el rodaje de la segunda temporada, optando por centrarse en su música en lugar de ello. Según Thicke, «Una vez que la canción comenzó a despegar, y todo este momento estaba pasando y ellos [Real Husbands of Hollywood] me necesitaban para las ocho semanas, no pude terminar el álbum y promover el sencillo e ir sobre los mares y hacer todas estas otras cosas que quería hacer».
Como Thicke explicó a Breakfast Club, «El álbum se llama Blurred Lines. Me he dado cuenta que me he vuelto más viejo, todos pensamos que estamos viviendo ya sea en un mundo negro o blanco, o en una trayectoria recta, pero la mayoría de nosotros estamos viviendo justo en medio de esas líneas rectas. Y todo lo que creías saber, cuanto mayor te haces, te das cuenta, "maldición, yo no sé nada sobre esto. Mejor me presto atención, mejor me escucho y sigo aprendiendo." Así que creo que eso es lo que he estado dando cuenta de estos últimos años».
El cantante también explicó su incursión en un sonido más pop de lo habitual en él. «El año pasado he estado queriendo tener más diversión. Creo que me tomé muy en serio a mí mismo como un artista y quería ser como Marvin Gaye, John Lennon y Bob Marley y esos grandes artistas y compositores que cantan sobre el amor y cantan sobre las relaciones», explicó Robin. «Y luego el año pasado, mi esposa y yo realmente solo queríamos divertirnos de nuevo, queríamos ser joven otra vez y queríamos volver a bailar y salir con nuestros amigos, así que queríamos hacer música que reflejara a esa cultura también». La canción ha sido un éxito en todo el mundo, alcanzando el peak en el puesto número uno en el Billboard Hot 100, y alcanzado dicho puesto en 13 países más, incluyendo al Reino Unido, donde «Blurred Lines» se convirtió en el sencillo número 137 de la historia en sobrepasar el millón de ventas y también en los Estados Unidos. El nuevo álbum Blurred Lines fue lanzado oficialmente el 30 de julio de 2013.
El 25 de agosto de 2013, Thicke se presentó en los premios MTV Video Music Awards, en el Barclays Center (Brooklyn). Junto a la cantante Miley Cyrus, interpretó «Blurred Lines», siendo ésta el interludio entre «We Can't Stop» de Cyrus y «Give It 2 U», en donde colabora 2 Chainz y Kendrick Lamar. Esta presentación fue la más comentada y criticada de los premios; a Cyrus se le acusó de haber sido muy «provocadora» al bailar twerk en Thicke y rozarle la entrepierna con un dedo de espuma; por otra parte, Thicke también recibió críticas negativas siendo acusado de racista y sexista. A pesar de las malas críticas hacia la actuación de la cantante, la presentación de Cyrus logró romper un récord al alcanzar más de 306 000 tuits por minuto, rompiendo así el récord que había alcanzado Beyoncé durante su presentación en el Superbowl de 2013.
El 10 de noviembre del 2013 en los premios MTV Europe Music Awards se presentó junto con la rapera australiana Iggy Azalea para interpretar «Blurred Lines» y «Feel Good», esta fue la primera presentación de Azalea en estos premios y esa noche contaba con 2 nominaciones a Mejor Actuación Push y Mejor Artista Australiano, los versos de Azalea recibieron críticas mixtas por parte de los críticos y el público.

### 2014:Paula
En junio de 2014, Thicke anunció que su siguiente álbum se llamaría Paula, y estaría dedicado a su exmujer Paula Patton. El álbum se publicó el 1 de julio de 2014. A finales de junio, se organizó una ronda de preguntas en Twitter con VH1, en la que se pidió a los seguidores que enviaran preguntas a Robin con la etiqueta #AskThicke, que fue rápidamente tomada por los detractores del cantante, quienes aprovecharon la ocasión para criticarle por sus letras consideradas misóginas o su estilo de vida, entre otras cosas, en lo que The Guardian denominó "un fail en relaciones públicas épico". Cuando un usuario señaló que los comentarios dirigidos a Thicke eran brutales, el cantante respondió: "Puedo manejarlo, soy mayor."

### 2015:Morning Sun
Tras el lanzamiento de Paula, Thicke pasó varios meses fuera de apariciones en los medios de comunicación para centrarse en su vida personal y trabajar en nueva música. Thicke regresó a los escenarios en los BET Awards de 2015 para cantar el clásico de Smokey Robinson and The Miracles «Ooo Baby Baby» en homenaje al ganador del Premio a la Trayectoria Smokey Robinson y luego Robinson se unió a Thicke en el escenario para interpretar «My Girl» junto a Tori Kelly y Ne-Yo. El 29 de junio, un día después de paso por los BET Awards, Thicke estrenó el video lírico de «Morning Sun», el primer sencillo de su octavo álbum de estudio, en Vevo seguido por el lanzamiento oficial de este el 30 de junio. Hablando con Prestige Hong Kong, Thicke declaró: «El nuevo álbum se llamará "Morning Sun". Se trata acerca de inicios nuevos, nuevos comienzos y el heraldo de un nuevo día. Es acerca del último año de mi vida, el tiempo que he pasado con mis amigos y mi familia, especialmente con mi hijo». Thicke también aseguró de volver a trabajar con Pharrell y Timbaland, así como con nuevos colaboradores como DJ Mustard, Max Martin y Ricky Reed.

### 2021:On Earth, and in Heaven
Tras varios años de silencio, Thicke lanza el álbum On Earth, and in Heaven el 12 de febrero de 2021. Este álbum de estudio lo lanza a través de su propio sello discográfico. El primer sencillo que sale es Take Me Higher y cuenta con la colaboración de Pharrel Williams. Esta canción contiene fragmentos de la canción Ladies' Night del grupo Kool & The Gang.

## Vida privada
Thicke comenzó a salir con Paula Patton cuando ella tenía 16 años y él 14. Se casaron en 2005, y tienen un hijo, Julian Fuego Thicke, nacido el 6 de abril de 2010. Thicke y Patton se separaron en febrero de 2014. En octubre de ese año, Paula Patton presentó la demanda de divorcio ante un juzgado de Los Ángeles, indicando diferencias irreconciliables y señalando como fecha de separación el 21 de febrero de 2014. La actriz lo denunció por violencia de género, contando como Robin Thicke la agredía física y emocionalmente, logrando que un juez de Los Ángeles emitiera una orden de alejamiento en contra del cantante.
El 22 de febrero de 2018, la actual novia de Thicke, April Love Geary, dio a luz a la primera hija de la pareja, Mia Love Thicke. En agosto de 2018, Geary anunció que la pareja estaba esperando su segundo hijo. Su segunda hija, Lola Alain Thicke, nació el 26 de febrero de 2019. Su tercer hijo con Geary, Luca Patrick Thicke, nació en diciembre de 2020.

## Discografía
- A Beautiful World (2003)
- The Evolution of Robin Thicke (2006)
- Something Else (2008)
- Sex Therapy (2009)
- Love After War (2011)
- Blurred Lines (2013)
- Paula (2014)
- Back Together (2015)
- I Don't Like It, I Love It (con Flo Rida, 2015)
- On earth, and in heaven (2021)